# エンデュランス馬術競技

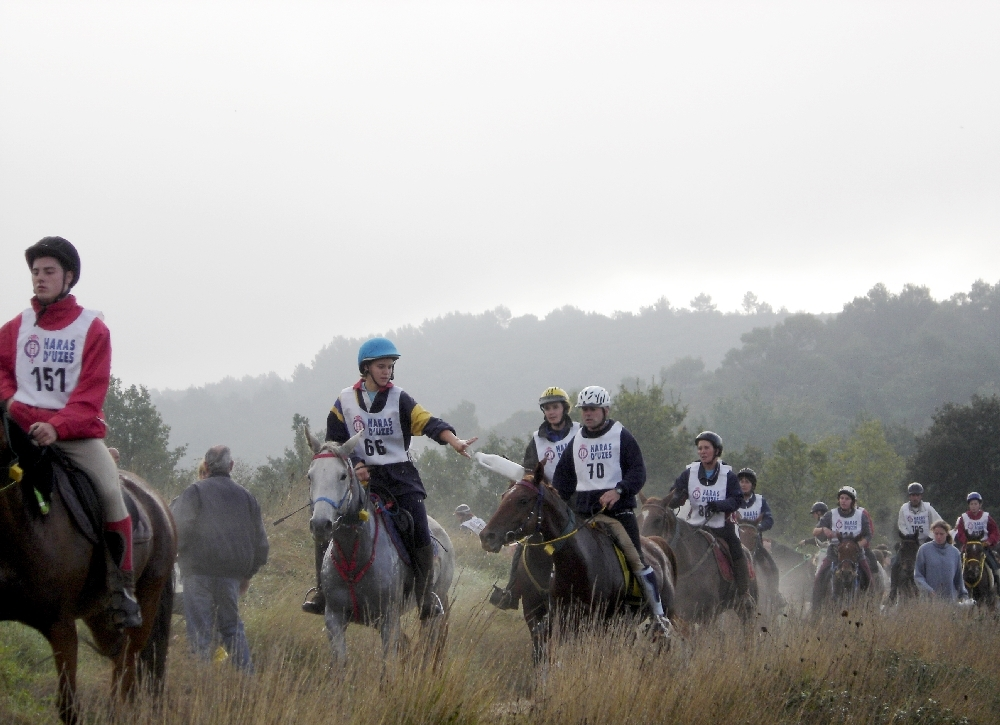
エンデュランス馬術競技の様子

エンデュランス馬術競技（エンデュランスばじゅつきょうぎ、Endurance riding）とは、馬術競技の一種である。一般的に数十キロメートルの長距離を数時間かけて騎乗し、その走破タイムを競う競技である。耐久競技のため、一定の区間毎に獣医師が健康診断を行い、獣医師の判断により競技の続行を決定する。そのため、騎手は常に騎乗馬の状態に気を配る必要がある。なお、2006年よりアジア競技大会の種目に採用されている。
日本を含む世界各国で行われている競技であり、有名な競走としてはアメリカ合衆国の「テヴィスカップ」が知られている。
日本で行われる規模の大きい大会には日本馬術連盟が主催する全日本エンデュランス馬術大会があり、第1回大会が2000年に北海道鹿追町で実施されて以降、2008年に山梨県北杜市小淵沢町の山梨県馬術競技場及び牧場の郷トレッキングコースで、2013年、2016年に長野県長野市及び2022年山梨県馬術競技場を発着とした特設コースで開催された他は全て北海道鹿追町で実施されてきている。走破距離は2015年までは120kmと80kmが設定され、2016年からは60km、2019年には40kmが追加されている。2020年、2021年は新型コロナウイルスの流行により中止となり3年ぶりとなった2022年大会では120km競技の代わりに100km競技が設定され100km・80km・60km・40kmで実施された。

## 歴史

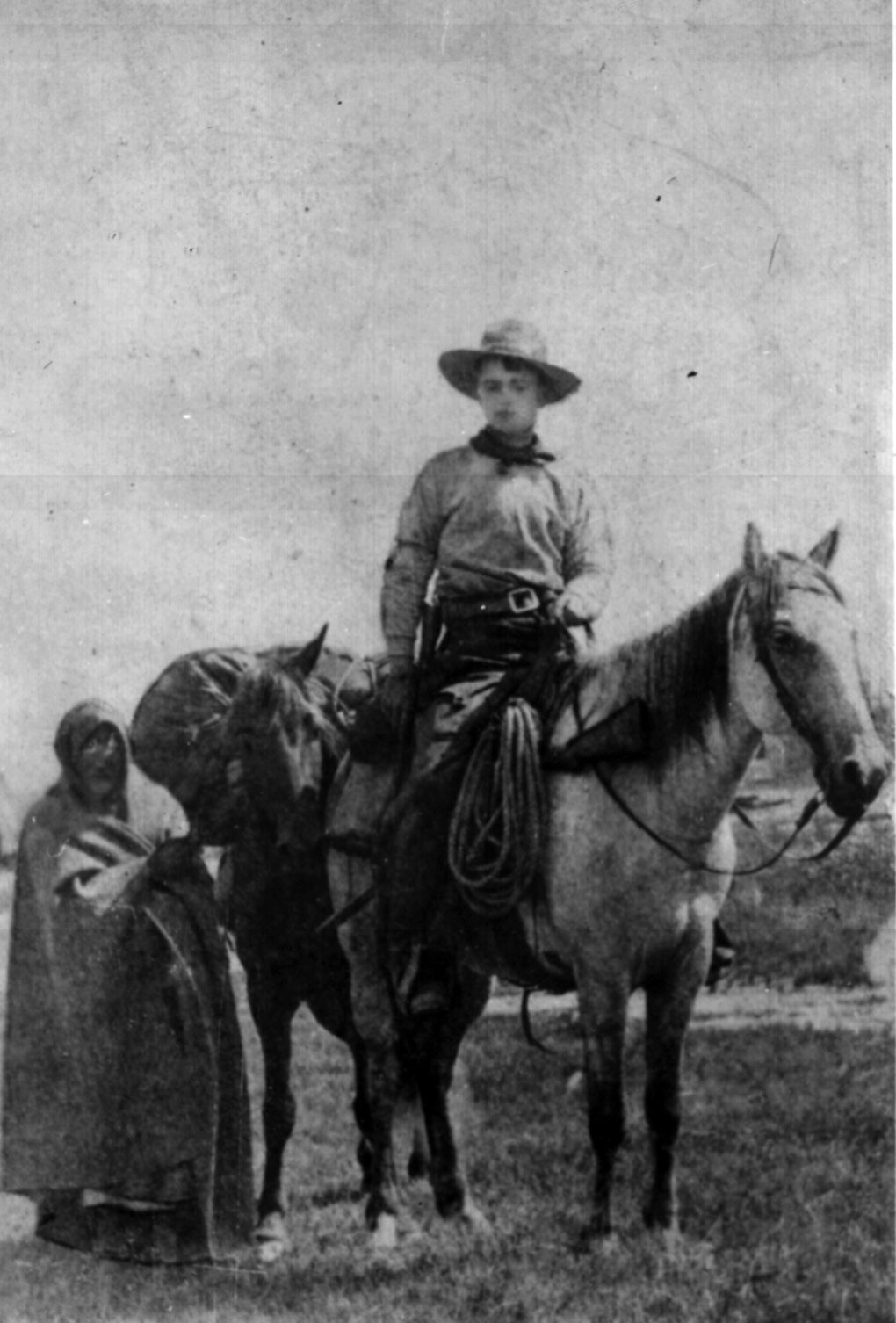
ポニー・エクスプレスの騎手。1861年。

昔から人々は法的な文書を最短で届けなければならないことがあった。エンデュランス馬術競技は、そのような要請を背景にして生まれた。アメリカやヨーロッパの郵便業務の歴史を振り返ればそのことがよくわかる。例えば、19世紀後半にミズーリ州セント・ジョセフからサンフランシスコまで1966マイルをつないだポニー・エクスプレスは、そのような業務の始まりを告げるものだった。また、軍隊制度のエンデュランス馬術競技への貢献も見逃せない。広大な領土を征服するために、馬は長距離を移動するための速さと粘り強さを身につけた。最初のエンデュランス馬術競技は、19世紀のヨーロッパ、オーストリア、アメリカで行われたようである。当時の走路の状態は非常に難易度が高く、到着した馬匹の健康状態がまったく考慮されていなかった。
20世紀の始め、馬を用いた歴史的な軍事演習が行われた。1902年にブリュッセルからオステンデまでの132kmを平均毎時19kmで走る軍事演習である。また、1955年からアメリカで非常に有名なテヴィス・カップが始まった。これは非常に難しい走路、距離160kmを走破するものである。テヴィス・カップは21世紀現在でも続けられている。
フランスでは、1970年頃にはエンデュランスが見られるようになったが、実際には1990年代に発展した。2008年に6000人の有資格者を集めた2回目のエンデュランス競技会が行われた。2011年には、フランス全土で2800コースが設定され、のべ20500人近くが参加した。1990年から参加者の国籍を全世界に開放しているが騎手の国籍はフランス人がほとんどを占める。しかしながら、中近東の参加者も増えていると見られる。
ムハンマド・ビン・ラーシド・アール・マクトゥームは、ドバイ首長国の乗馬界のため、エンデュランス用の馬の購入に世界で最も多額の投資をしており、彼自身も世界馬術選手権大会での優勝を目指している。カタールは、ドバイ首長国のエンデュランス世界選手権で優勝するために、フランス産の馬の中から選りすぐりの馬を選んで投資している。フランスのエンデュランス競技をやっている騎手たちからは、「カタールとドバイのやりかたはサッカー一部リーグの全チームを買うようなものだよ」という声も聞かれる。